# St-Gervais-St-Protais (Rhuis)

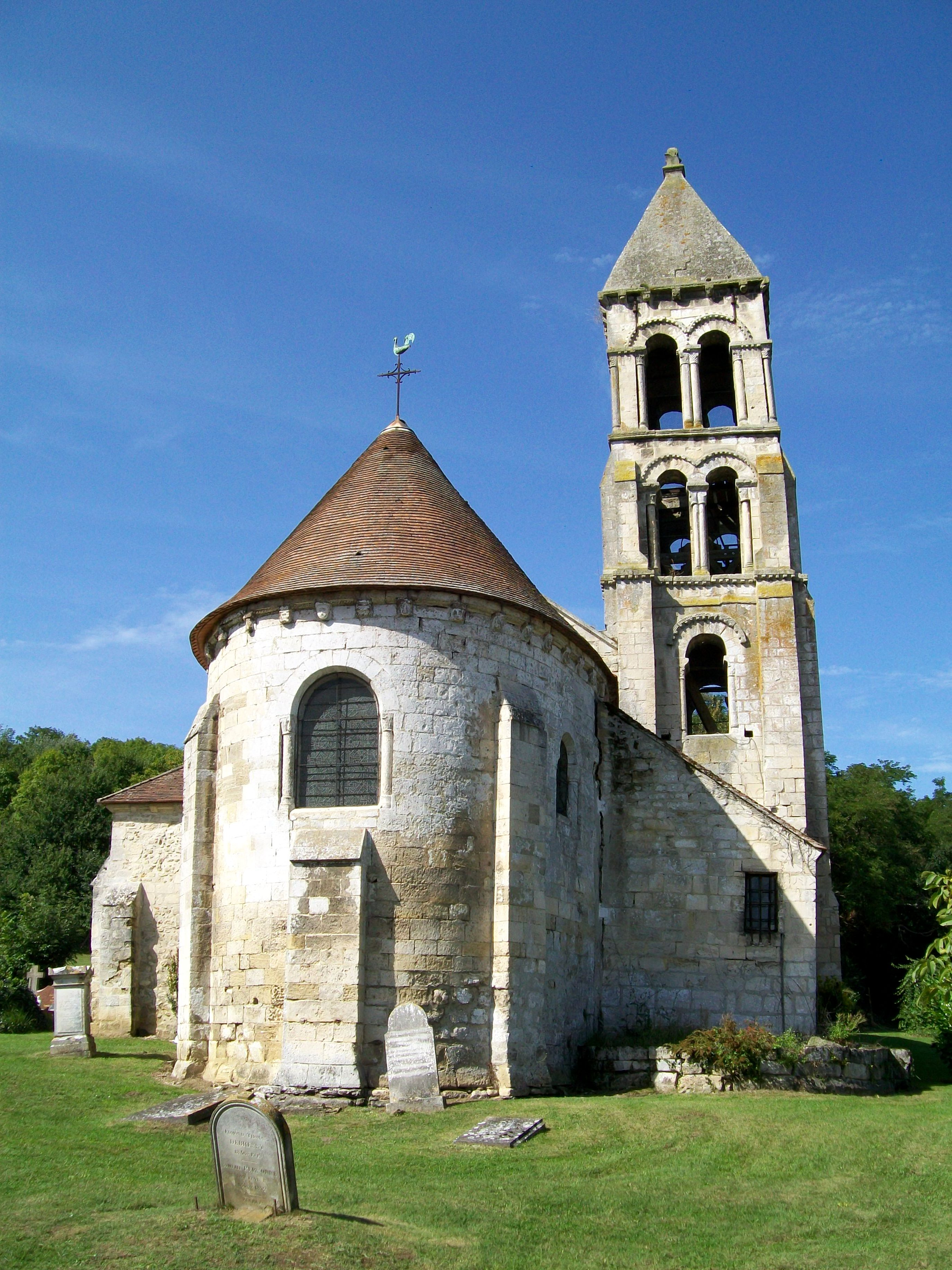
Kirche von Nordosten

Die Kirche Saint-Gervais-Saint-Protais ist eine romanische Pfarrkirche in der Gemeinde Rhuis im Département Oise in der Region Hauts-de-France (Frankreich), die im 11. Jahrhundert errichtet wurde. Sie liegt etwa 15 Kilometer nordöstlich von Senlis. Seit 1894 steht die Kirche unter Denkmalschutz (Monument historique).

## Geschichte

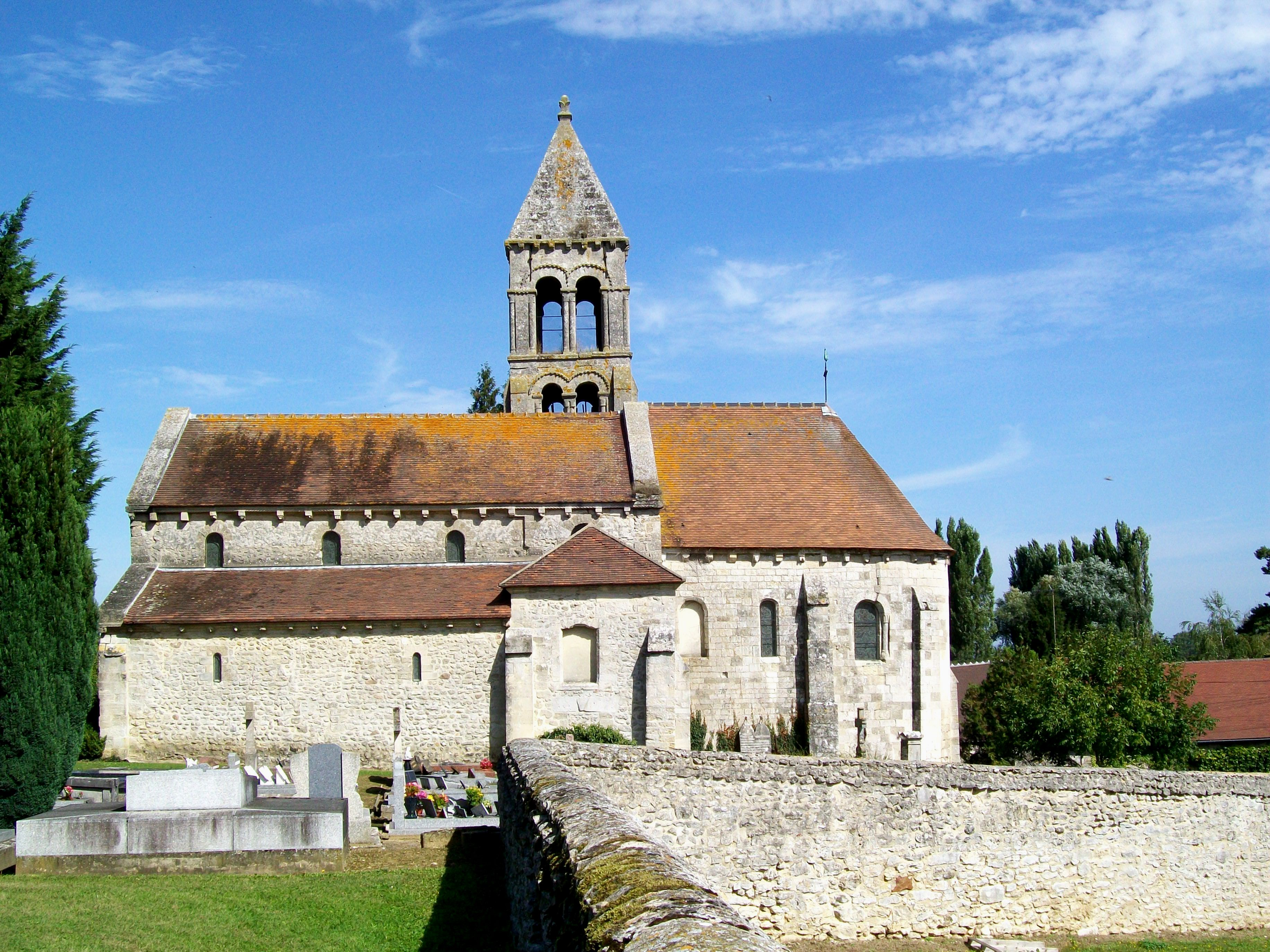
Kirche von Süden

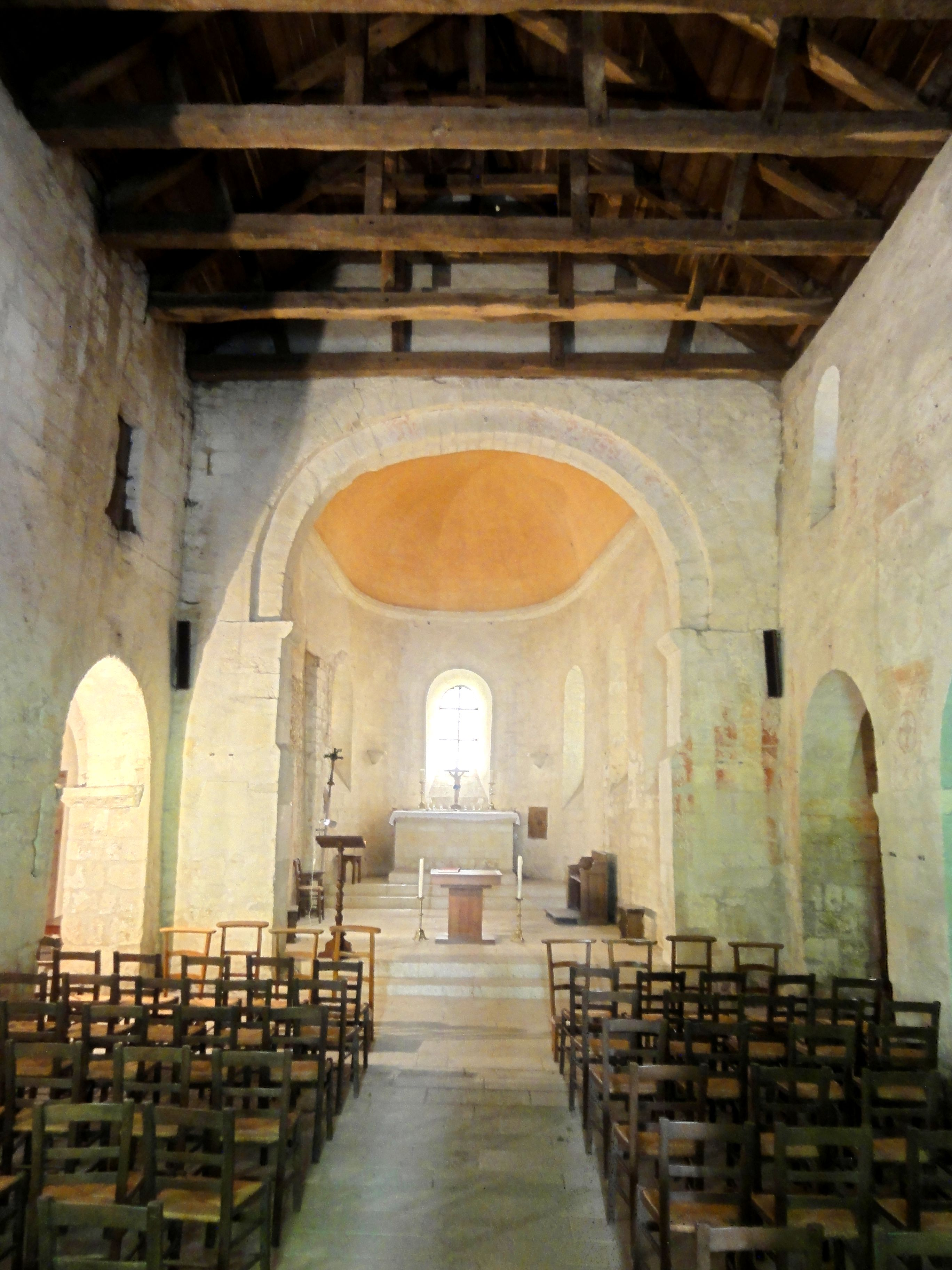
Innenansicht

Die Kirche von Rhuis, den heiligen Gervasius und Protasius geweiht, wurde – wie Ausgrabungen erwiesen – in der Mitte des 11. Jahrhunderts erbaut. Dokumente über den Bau der Kirche sind nicht überliefert. In der zweiten Hälfte des 11. Jahrhunderts wurde der rechteckige Chor zerstört und die heutige Apsis gebaut. Ebenso wurde in dieser Zeit der Glockenturm an das nördliche Seitenschiff angefügt. Zwischen 1964 und 1970 wurde die Kirche restauriert, wobei das verputzte Gewölbe aus Holz entfernt und der offene Dachstuhl wieder hergestellt wurde.

## Architektur

### Außenbau
Die aus Bruchsteinen bestehenden Portalfassade weist noch Reste von Fischgrätmustern auf. Die zwei schmalen Strebepfeiler zwischen Mittelschiff und Seitenschiffe teilen die Mauer in drei Abschnitte. Ein Rollenfries unterstreicht den Giebel. Über dem Portal liegt in der Mittelachse ein kleines Rundbogenfenster. Das Portal, ein kleiner übergiebelter Vorbau, besteht aus massiven Pfeilern, die den Rundbogen tragen. Als Schmuck der Pfeiler dient der Abakus, der aus einer profilierten Platte mit Palmetten besteht. Das Bogenfeld des Tympanon ist gemauert. Die Außenmauern der Seitenschiffe wurden später erneuert, jedoch haben die Obergadenfenster ihre ursprüngliche Form bewahrt. Das Kranzgesims darüber zeigt ein Spiralmotiv und liegt auf Kragsteinen. Im Süden wird der Chor durch ein Fenster erhellt.
Die Apsis stützen fünf Strebepfeiler und die drei Rundbogenfenster sind von einer doppelten Keilsteinreihe auf zwei Säulen eingefasst. Die Kapitelle bestehen vor allem aus Blattwerk mit Voluten an den Ecken. Ein Kranzgesims umläuft die Apsis unterhalb des Daches. Im Norden schließt sich an den Chor die Sakristei an.
Der dreigeschossige Turm, über dem letzten Joch des nördlichen Seitenschiffes, verjüngt sich im zweiten und dritten Geschoss. Die beiden oberen Geschosse besitzen auf allen Seiten Zwillingsfenster, wobei zwei schlanke Säulen die Mittelstütze bilden.

### Innenraum
Rundbogenarkaden trennen das vierjochige Kirchenschiff in Hauptschiff und Seitenschiffe. Die Kämpfer ziert ein Zickzackband und ein Rundstab umläuft die Basis der Pfeiler. Der Chor liegt nicht exakt auf der Achse des Langhauses. Das letzte Joch des südlichen Seitenschiffs lässt erkennen, dass auch hier ursprünglich ein Turm vorgesehen war, der nicht ausgeführt wurde.
Das Mittelschiff wird mit dem Chor durch einen großen, abgestuften Rundbogen, der auf Pfeilern mit Bogenkämpfern ruht, verbunden. Die Apsis besitzt eine verputzte Holzdecke und wird von drei rundbogigen Fenstern erhellt.